# Kenyery Alajos
Kenyery Alajos Ferenc (Kronberg) (Budapest, 1892. szeptember 21. – Milánó, 1955. november 9.) magyar úszó, olimpikon. 400 méter gyorsúszásban világcsúcstartó volt. A MAFC versenyzője volt.
Részt vett a stockholmi 1912. évi nyári olimpiai játékokon. Két gyorsúszószámban és gyorsváltóban indult. 100 méteres és 400 méteres gyorsúszásban és a 4 × 200 méteres gyorsúszás váltóban. Érmet nem szerzett.

## Rekordjai
50 m gyors
- 27,0 (1922. június 4., Budapest) országos csúcs

100 m gyors
- 1:04,8 (1922. június 5., Budapest) országos csúcs
- 1:04,0 (1922. június 18., Budapest) országos csúcs

400 m gyors
- 5:29,0 (1912. április 21., Magdeburg) világcsúcs